# Diadiplosis japonica
Diadiplosis japonica är en tvåvingeart som först beskrevs av Grover och Prasad 1968.  Diadiplosis japonica ingår i släktet Diadiplosis och familjen gallmyggor. Inga underarter finns listade i Catalogue of Life.